# 마우 마우 봉기
마우 마우는 케냐에서 1952년부터 1960년까지 영국의 식민지 통치에 대항하여 벌어진 무장 투쟁이었다.